# 洋泾浜圣若瑟堂
洋泾浜圣若瑟堂（法語：Église Saint-Joseph de Shanghai）是一座位于中国上海市黄浦区四川南路36号的天主教堂。

## 历史
道光二十六年（1847年），耶稣会会士梅图尔（Lemaitre Mathurin）神父凭借清廷关于归还教产的上谕，要求发还城内老天主堂教产，上海道道台另拨三块土地补偿老天主堂教产，洋泾浜即其中之一，该地原为北門外的张家祠堂。主教罗伯济、赵方济以及法国首任领事敏体尼都曾居住于此。咸丰元年（1850年），赵方济在领事馆旁建造供外侨使用的小堂。咸丰三年（1853年），上海发生小刀会起义，2万中国人涌入租界，中国教友也进入小堂望弥撒。
咸丰七年（1857年），天主教江南代牧区帐房杜若兰神父（Desjacques Marin）从董家渡迁到洋泾浜，成了租界上的第一任本堂神父。咸丰八年（1858年），天主堂周围有外国教徒92人，中国教徒180人。
咸丰十年三月二十五日（1860年4月15日），在洋泾浜建天主堂，奉大圣若瑟为主保，法国远征军司令孟斗班与布尔布隆公使夫人为之举行奠基礼，次年6月在接近完成第一期工程时开堂。1868年完工，可容1000人。立面及钟楼重修工程到1877年才得以完成。
同治二年（1863年），法国外交大臣德吕伊斯从中国的赔款中拨出30万法郎交给江南宗座代牧区，上海耶稣会会长鄂尔壁用此款在上海租界内购买大批地产，经营各种房地产等业务，使教会产业不断扩大。
同治五年（1866年），耶稣会会士苏念澄神父（Basuiau Hippolyte）任洋泾浜圣若瑟堂院长兼教区总帐房，该堂遂成教区的经济中心。
1950年，龚品梅出任天主教上海教区首任华籍主教，将主教府设在洋泾浜圣若瑟堂。
1966年8月，“文化大革命”爆发，洋涇浜圣若瑟堂被红卫兵关闭，并被东华皮件厂占用。
1986年恢复开放，与四川南路小学在同一个院内。1994年，该教堂被列为上海市优秀历史建筑。
在教堂周围相继开办的医院、学校有：
- 仁爱会，修女于同治三年创办公济医院（后迁至北苏州路）；同治十年，创办若瑟书院（外侨女子中学）。
- 同年拯亡会修女收养孤女办学，光绪元年分为上智女校（即晓明女中、市六女中，今为旅游职业学校）及若瑟孤女院（多为欧亚混血儿，1937年迁徐家汇天主堂），同治十三年开办圣方济学院（光绪十年迁虹口）；
- 光绪二年，开始建造拯亡会修女院（亦称圣母院，1959年并到总会），法文书馆（即中法学堂）光绪十二年设在今金陵东路，曾迁今四川南路，民国2年又迁到今上海市光明中学；
- 民国5年，在教堂前北侧开办类思小学（今四川南路小学，教会办的中小学在1949年后由教育部门接办）。

## 建筑
教堂坐西朝东，砖木结构，建筑面积约1000平方米，最高处为哥德式钟楼，高30余米，钟楼尖顶上装有十字架。在1920年代以前，该教堂曾长期是上海法租界内唯一的天主教堂，法国驻上海领事在该教堂内有专用的座位。

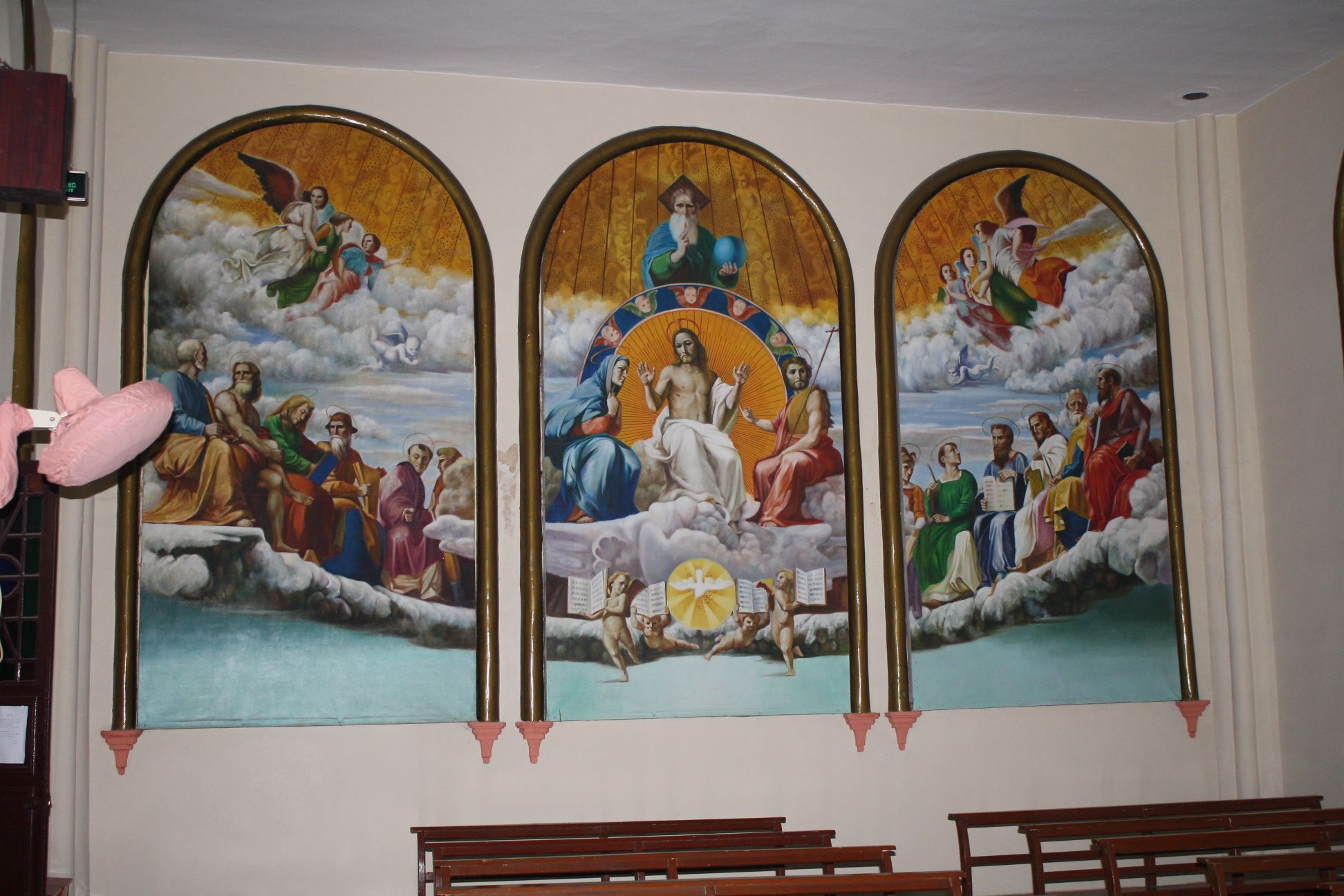
左耳堂壁画
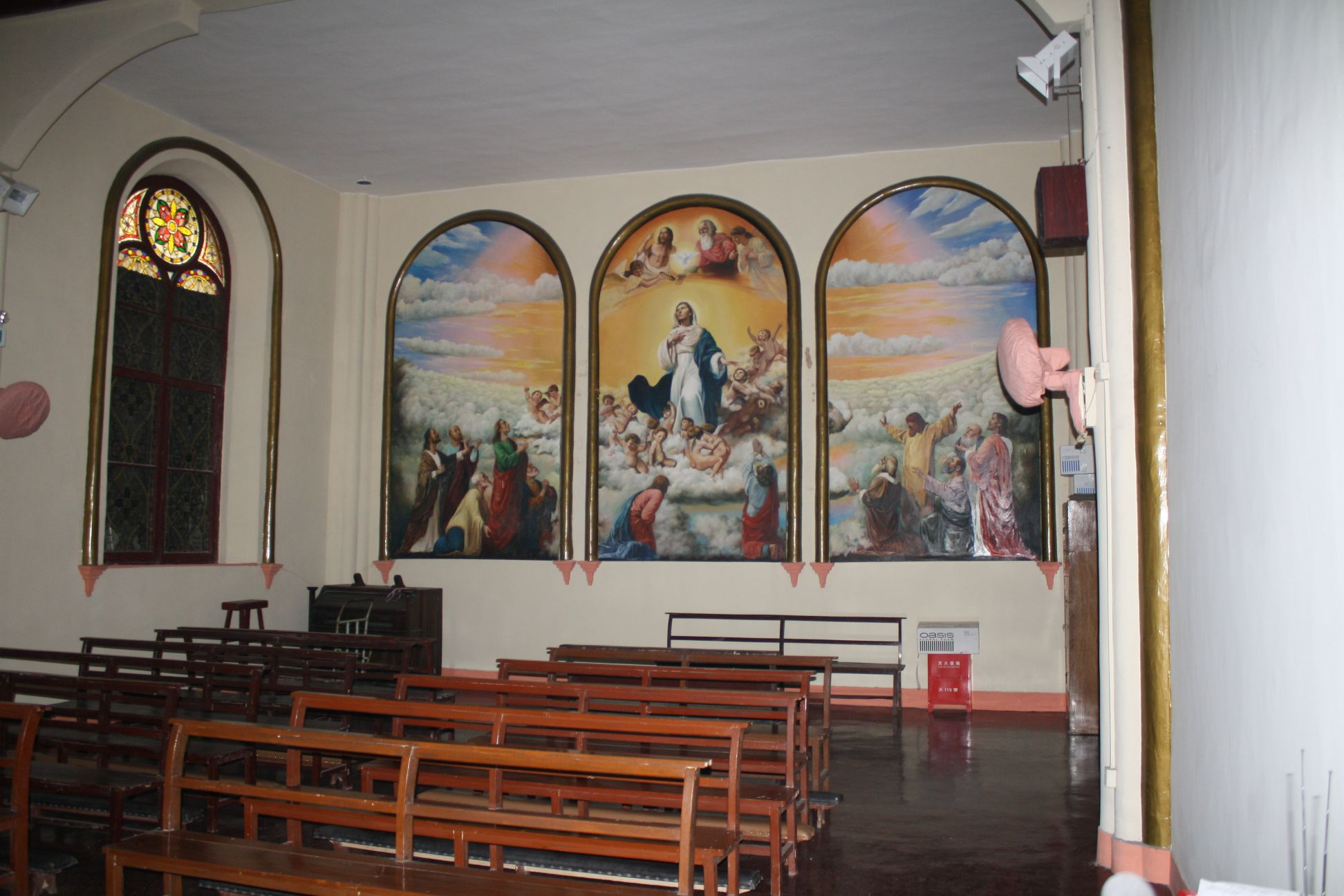
右耳堂壁画
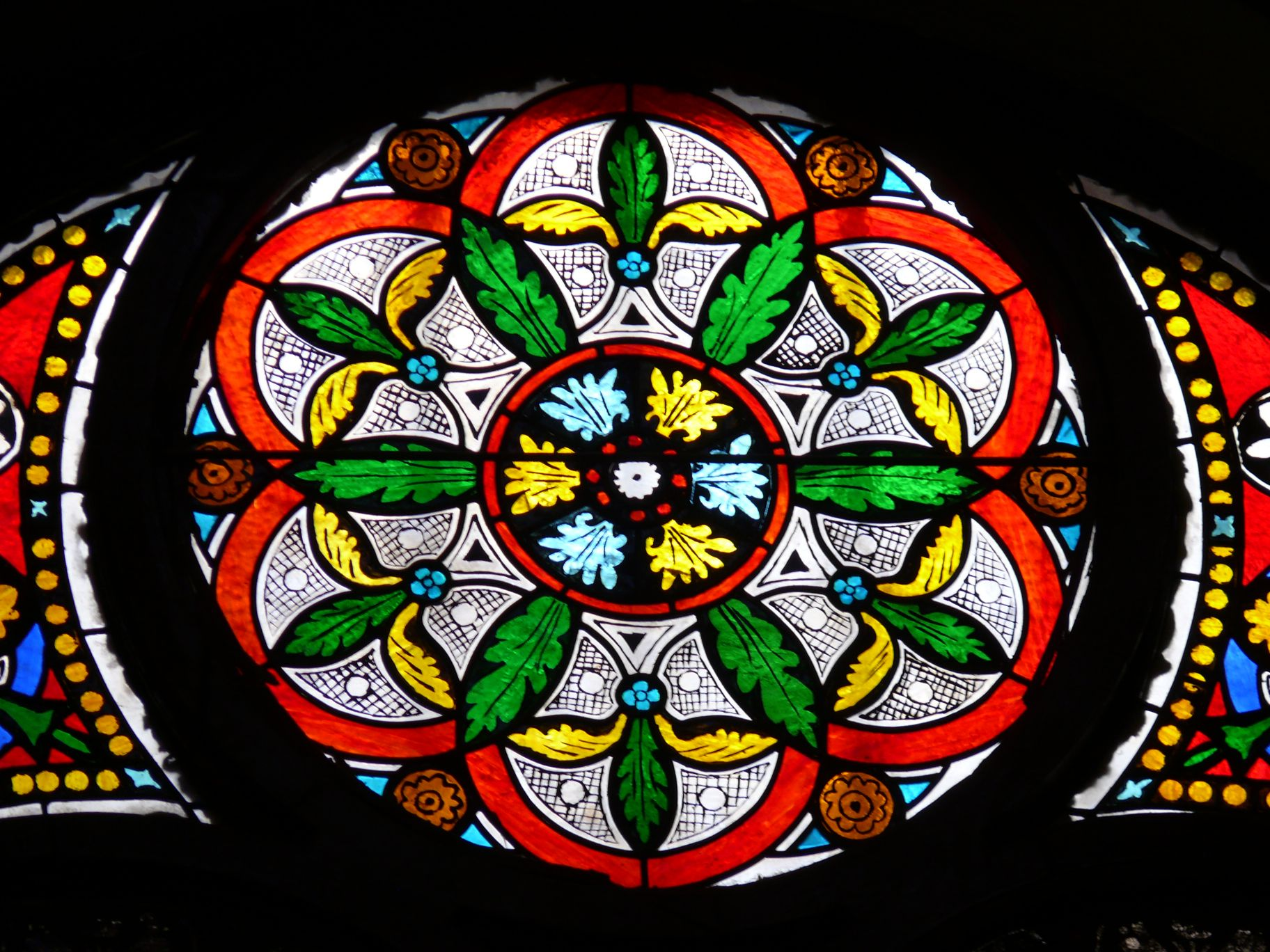
彩色玻璃细节

## 弥撒时间
- 平日彌撒：每日7:00，其中周一至周三爲拉丁常禮彌撒，周四至周六爲中文彌撒
- 主日：7:00拉丁常禮彌撒，9:00中文彌撒
- 每月末主日、四大瞻禮正日（圣诞节、复活节、圣神降临节及圣母升天节）：7:00中文彌撒，9:00 拉丁坐唱彌撒